# 劉武元
劉武元（？—1654年），漢軍鑲紅旗人。明遼東人。
明軍游擊，隨祖大壽守大凌河城。崇禎四年（天聰五年、1631年）投降清軍。歷官刑部參政、南贛巡撫。永曆二年（1648年）降將李成棟對清廷不滿，於是附永曆帝，授惠國公，集結洞蠻土著，號百萬人。成棟進攻江西贛州，武元夜間派遣死士縋城出擊，又分兵東、西、南三門擊敗之。七年，平南王尚可喜征廣東，武元遣副將栗養志隨兵出征。官至兵部尚書，加太子太保。順治十一年（1654年）卒。